# کوتاموندرا
کوتاموندرا (انگلیسی: Cootamundra) یک شهرک در ایالت نیو ساوت ولز، استرالیا می‌باشد.
جمعیت این شهر در سال ۲۰۱۱ میلادی ۵٬۵۷۹ نفر بوده و ارتفاع از سطح دریا ۳۱۸ می‌باشد.